# 메스를 든 사냥꾼 (드라마)
《메스를 든 사냥꾼》은 2025년 6월 16일에 방영하고 있는 U+모바일TV오리지널 대한민국의 드라마이다.

## 기획 의도
부검대 위 시신에서 아빠, 아니, 연쇄살인마 '재단사'의 익숙한 살인 방식을 발견한 부검의 세현. 20년 전 죽은 줄 알았던 아빠가 돌아왔다. 아빠의 먹잇감이 되지 않으려면, 경찰 정현보다 빨리 그를 찾아야만 한다. 사냥할 것인가, 사냥 당할 것인가!

## 등장인물

### 주요 인물
- 박주현 : 서세현 역 (아역: 심지유)
- 박용우 : 윤조균 역
- 강훈 : 정정현 역

### 서울과학수사연구소
- 진가은 : 천수연 역
- 류해준 : 오민호 역
- 문정대 : 김명관 역
- 오연아 : 양준경 역

### 용천경찰서
- 류승수 : 전창진 역
- 최광제 : 장혁근 역
- 빈찬욱 : 박석우 역
- 김민상 : 최종수 역
- 강성진 : 서장 역

### 그 외 인물
- 이두석 : 홍진우 역
- 강명주 : 서원희 역
- 김규나 : 윤세은 역
- 신연우 : 고은서 역